# Canal Extremadura SAT
Canal Extremadura SAT es un canal de televisión por suscripción internacional de origen español-extremeño, propiedad de radiodifusora pública Corporación Extremeña de Medios Audiovisuales (CEXMA) que emite para España, Europa, América y el resto del mundo. La señal está enfocada para aquellos extremeños que deseen estar informados de todo lo que pasa en su comunidad autónoma pero que residen a nivel nacional español o ámbito europeo.
Tras un período de cese de emisiones, la cadena regreso con una emisión en pruebas para ya el 20 de junio de 2014 arrancar nuevamente las emisiones oficiales del canal a través del satélite español Hispasat. El 15 de mayo de 2018 activa las emisiones en abierto a través del satélite Astra para el continente europeo y cesa las que se venían realizando hasta entonces a través de Hispasat. Este movimiento permite que el canal sea incluido en el dial oficial del operador Movistar+ en su modalidad por satélite. 
Sus instalaciones se encuentran en Mérida, la capital autonómica. Además, cuenta con delegaciones en Cáceres y Badajoz.
La cadena no forma parte de la FORTA (Federación de Organismos de Radio y Televisión Autonómicos), aunque tiene acuerdos para conseguir contenidos exclusivos de dicha federación.

## Historia
- 31 de diciembre de 2011: Cese definitivo de la anterior emisión vía satélite de Extremadura TV, la versión internacional de Canal Extremadura.[1]
- 20 de junio de 2014: Regresan las emisiones de Canal Extremadura SAT, canal internacional de la televisión Extremeña. Emite en abierto vía satélite Hispasat.
- 1 de julio de 2015: El canal se incorpora al operador Vodafone TV en el dial 998 dentro del paquete esencial para permitir el visionado a todos los abonados.
- 28 de marzo de 2017: El canal se incorpora al operador Movistar+ en el dial 152 emitiendo solamente por fibra y ADSL a todos los abonados.
- 15 de mayo de 2018: El canal se incorpora igualmente al operador Movistar+ vía satélite para todos los abonados.